# Visegrád (hajó)
A Visegrád Moszkva típusú folyami motoros személyhajó, amely a Dunán üzemel kirándulóhajóként.

## Története
A Moszkva típusú (R–51E) hajót 1977-ben építették a Moszkvai Hajóépítő és Hajójavító Üzemben. Még abban az évben a Maharthoz került, azóta a Dunán üzemel Visegrád néven. Eredeti főgépeit Rába dízelmotorokra cserélték. Napjainkban a MAHART–PassNave tulajdonában van.